# Aterica
Aterica is een geslacht van vlinders uit de familie Nymphalidae.

## Soorten
- Aterica galene (Brown, 1776)
- Aterica rabena Boisduval, 1833

### Problematisch
- Aterica amaxia Hewitson, 1866
- Aterica buchholzi Plötz, 1880
- Aterica clorana Druce, 1874

### Niet meer in dit geslacht
- Aterica zeugma Hewitson, 1869 = Euriphene lysandra (Stoll, 1790)